# Maria Dunin-Kozicka
Maria Dunin-Kozicka, z domu Izbicka (ur. 12 października 1877 w Odessie, zm. 12 stycznia 1948 w Krakowie) – polska powieściopisarka i nowelistka.
Córka zesłańca; po ślubie zamieszkała w majątku Lemieszówka w powiecie taraszczańskim na dzisiejszej Ukrainie. Udzielała się w Radzie Okręgowej Stowarzyszeń Pomocy Ofiarom Wojny. W 1918 roku zmuszona przenieść się do Kijowa, a w dalszych etapach – do Odessy i Warszawy. Tamteż debiutowała i kontynuowała pracę twórczą, w okresie dwudziestolecia międzywojennego. Po upadku powstania warszawskiego przeniosła się do Krakowa.

Szły czarne szlaki zniszczenia przez jary podolskie i przez bory Wołynia, krzyżując się wielokrotnie na wszystkich skrętach przydrożnych, aż wreszcie dotarły do stepów ukrainnych... I rozbiegły się po całym taraszczańskim powiecie, przez Koszowatą  Mołodeckich i Kasparówkę Swiejkowskich i Odajpol Lipkowskich i Olszankę Iwańskich, i Hołodki i Skałę Florkowskich, przez Popówkę Daniłowych i Różyczkę Łosińskich, mijając trupy pomordowanych tu właścicieli, przez Bahwę Nowińskich, i w stronę Taraszczy - przez Mikołajówkę, Czernin i fermę Odaję Branickich, a dzierżawę Domańskich, i przez Pjatyhory Czeczelów, przez Ożehówkę Tomaszów Przecławskich, przez Sitkowce Rakowskich - i w stronę Lipowca toczyły się jak niszczycielska lawa, burząc Tetijów Darowskich i Zakrenicze Wilczyńskich, i Żywotówkę Markiewiczów i Wyleżyńskich, i Jakimówkę Gnatowskich, i Kazimierówkę Bobrowskich i Zarudzie, Honoratkę, Bałabanówkę Józefów Jaroszyńskich, Skibin i Jabłonowice Julii Jaroszyńskiej i Babin Władysławów Jaroskich, Strzyżaków i Siniarnię Drzewieckich i Mierzwin Zdziechowskich. Szły dalej przez Humań, przez Denhofówkę i Woronne Rohozińskich, przez Osicznę i Turski Las Bekierskich, przez Frantówkę Zbyszewskich i Podwysokie Wrzeszczów, przez Jastrzembińce Chrząszczewskich, przez Cybulów Rohozińskich. I dalej, dalej, przez Ryżawkę, Czerpowody, Kołodyste Iwańskich, przez Horodnicę i Zacisze Lipkowskich, przez Berestiahy Zakrzewskich, i w skwirskim powiecie z ziemią równały majątki Rzewuskich i Podhorskich, i innych, innych, a zawsze polskie.
- Szły ciągle, przez tyle lat ziemie w rękach naszych będące, przez serca nasze z lęku wobec takiej zagłady zamarłe, a za szlakami tymi toczyły się łzy z oczu naszych i leciał jęk bólu nad rozgromioną i pogrzebaną przeszłością...

## Wybrane dzieła
- 1925: Burza od Wschodu[1]
- 1928: Rok 1917[1]
- 1930: Dziedzice myśli[1]
- Antologia polskiej literatury kresowej XX wieku (antologia; wraz z Stanisław Baliński, Zofia Bohdanowiczowa, Stefan Borsukiewicz i inni)
- Ania z Lechickich Pól – Dzieciństwo
- Ania z Lechickich Pól – Młodość
- Ania z Lechickich Pól – Miłość Ani